# 미로드
미로드(일본어: ミロード)는 오다큐 전철의 상업시설이다. 여러 지역에 분포하고 있으며, 역빌딩이다.

## 신주쿠 미로드

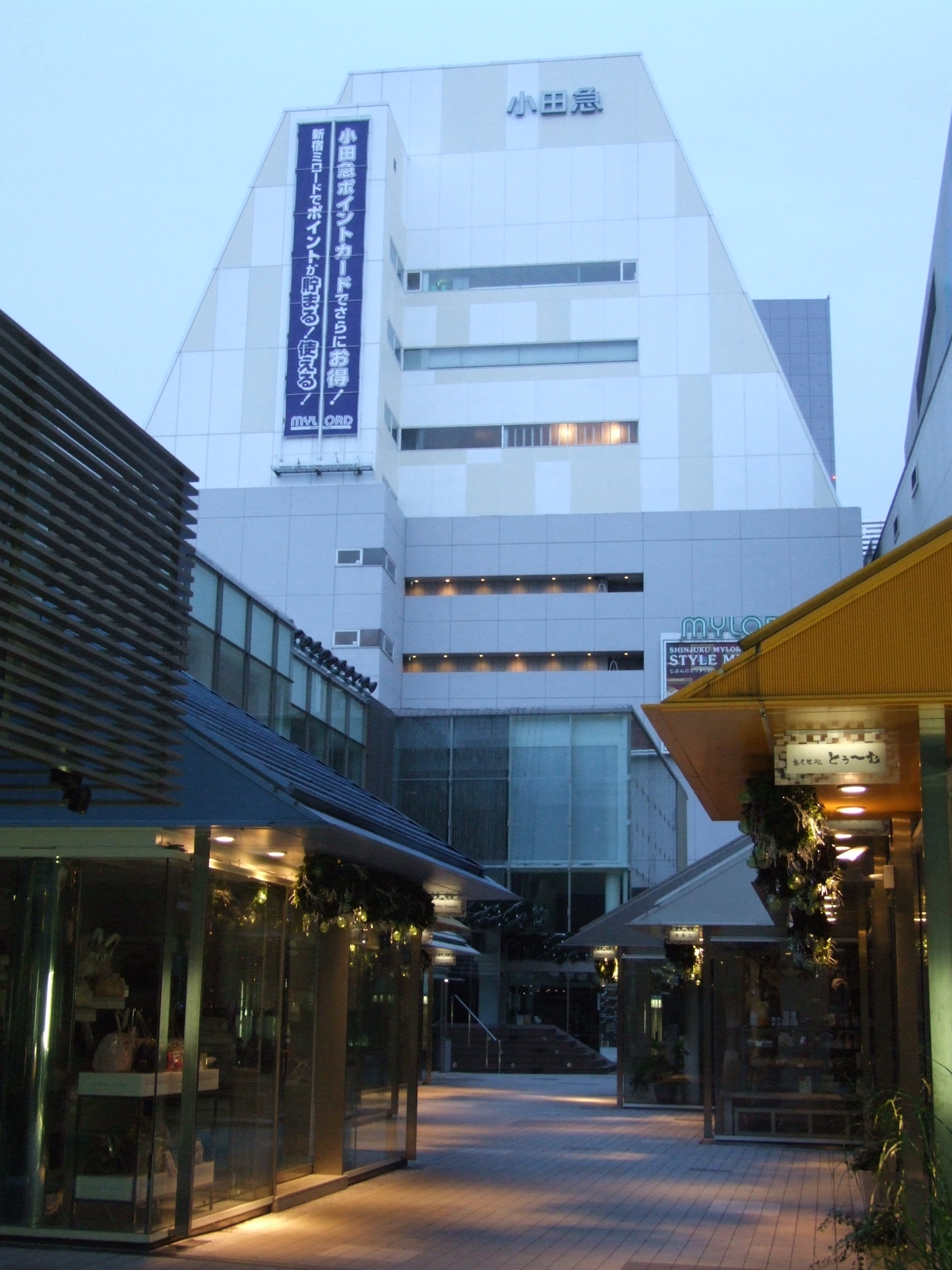
신주쿠 미로드

신주쿠 미로드는 오다큐 백화점이랑 연결되어 있으며, 마스코트 캐릭터는 도로미짱이다.